# جف کینی (نویسنده)
جف کینی (انگلیسی: Jeff Kinney؛ زادهٔ ۱۹ فوریهٔ ۱۹۷۱) یک هنرپیشه، مؤلف و طراحی بازی ویدئویی اهل ایالات متحده آمریکا است.

## کتابشناسی
- مجموعهٔ هفده جلدی دفترچه خاطرات یک بی‌عرضه
  - دفترچه خاطرات یک بی‌عرضه
  - دفترچه خاطرات یک بی عرضه: حرف حرف رودریکه
  - دفترچه خاطرات یک بی عرضه: دیگه ذله شدم
  - دفترچه خاطرات یک بی عرضه: چله تابستون
  - دفترچه خاطرات یک بی‌عرضه: حقیقت تلخ
  - دفترچه خاطرات یک بی عرضه: سیاه زمستون
  - دفترچه خاطرات یک بی عرضه:دور سوم
  - دفترچه خاطرات یک بی عرضه:بد شانسی از نوع خفن
  - دفترچه خاطرات یک بی عرضه:سفر زهر ماری
  - دفترچه خاطرات یک بی عرضه:آن قدیم‌ها چه خوب بود
  - دفترچه خاطرات یک بی عرضه:زدن به سیم آخر
  - دفترچه خاطرات یک بی عرضه:تعطیلات
  - دفترچه خاطرات یک بی عرضه:ذوووب می شویم
  - دفترچه خاطرات یک بی عرضه:خانه خراب کن
  - دفترچه خاطرات یک بی عرضه: همگی رد می دهیم
  - دفترچه خاطرات یک پسربچه بی‌عرضه (فیلم ۲۰۲۱)

خاطرات یک بی عرضه: کله گنده: این نسخه در سال ۹۹ در ایران ترجمه شده و در انتشارات حوض نقره برای علاقه مندانش به منتشر رسیده
مجموعه سه جلدی ((خاطرات رفیق جینگ بچه چلمن
خاطرات رفیق جینگ بچه چلمن ۱
خاطرات رفیق جینگ بچه چلمن ۲
خاطرات رفیق جینگ بچه چلمن ۳ : این نسخه هنوز در ایران منتشر شده
این کتاب ها یک شاهکار داستانی و طنز از جف کینی است که در سال ۲۰۱۰ منتشر و پر فروش‌ترین کتاب ایالات متحده آمریکا شده و جزو ده کتاب برتر دنیا در سال ۲۰۱۰ قرار گرفته‌است.
خاطرات رفیق جینگ بچه چلمن۱
خاطرات رفیق جینگ بچه چلمن۲ 
خاطرات رفیق جینگ بچه چلمن۳:این نسخه ها ترجمه و درسال۹۸ در ایران به فروش رسیده است
تمام این کتاب ها در تمام دنیا پر فروش است